# M2 (채널)
M2는 위성방송 채널 중 시리즈, 전 세계 드라마, 영화를 방송했던 채널이다. 2002년 MGM Plus로 개국했고, 2007년 M2로 재탄생했다가, 2010년 다른 영화 채널과의 시청률 경쟁에서 실패해 없어졌다.